# Svjetski tjedan dojenja
Svjetski tjedan dojenja (engleski: World Breastfeeding Week) globalna je koordinirana manifestacija koja se održava u preko 120 država svake godine od 1. do 7. kolovoza u organizaciji Svjetskog saveza za dojenje (WABA), Svjetske zdravstvene organizacije (WHO) i UNICEF-a.
Cilj Svjetskog tjedna dojenja promoviranje je dojenja u svrhu poboljšanja zdravlja djece i žena. Dojenje je jedinstven proces koji osigurava idealnu prehranu dojenčadi i doprinosi njihovom zdravom rastu i razvoju; smanjuje učestalost i težinu zaraznih bolesti, čime se smanjuje morbiditet i smrtnost dojenčadi; doprinosi zdravlju žena smanjenjem rizika od raka dojke i raka jajnika, te povećanjem razmaka između trudnoća; pruža društvene i ekonomske koristi obitelji i zajednici; daje većini žena osjećaj zadovoljstva kad uspijevaju u dojenju. Ove prednosti rastu s povećanom isključivošću dojenja tijekom prvih šest mjeseci života djeteta, a nakon toga s dužim trajanjem dojenja uz uvođenje raznovrsne prehrane zbog čega Svjetska zdravstvena organizacija preporučuje isključivo dojenje koje se započinje u prvom satu od rođenja i nastavlja dok dijete ne navrši šest mjeseci. Isključivo dojenje znači da se dojenčetu ne daje nikakvo drugo piće ili hrana i da dojenče treba sisati često i neograničeno (dojenje na zahtjev djeteta). Preporuka Svjetske zdravstvene organizacije je da se dojenje nastavi najmanje do 2. godine života djeteta i dalje, uz dodavanje druge raznovrsne hrane.

## Povijest
Svjetski savez za dojenje (WABA), organizacija koja koordinira obilježavanje Svjetskog tjedna dojenja, osnovana je 14. veljače 1991. s ciljem ponovnog uspostavljanja globalne kulture dojenja i pružanja podrške dojenju. Njegovo djelovanje je temeljeno na akcijskom planu Deklaracije o zaštiti, podršci i promicanju dojenja (poznatije kao Inoccenti deklaracija) koja je usvojena 1. kolovoza 1990. godine u Firenci, Italija. WABA je Svjetski tjedan dojenja prvi put obilježila 1992. godine s temom Inicijativa "Rodilište - prijatelj djece" (BFHI). Iako je prvotna ideja bila obilježavati dojenje samo jedan dan u godini, kasnije se pretvorila u tjednu manifestaciju.   
Svake godine WABA proglašava godišnju temu i specifične ciljeve kampanje, a od 2016. godine teme i specifični ciljevi Svjetskog tjedna dojenja usklađeni su s Ciljevima održivog razvoja UN-a.

## Ciljevi Svjetskog tjedna dojenja
Ciljevi obilježavanja Svjetskog tjedna dojenja su da se u zajednicama: 
- informira javnost o važnosti izabrane teme,

- osigura/učvrsti važnost teme kao odgovornost javnog zdravstva,

- poveže pojedince i organizacije za postizanje većeg učinka,

- potakne djelovanje oko izabranih tema i srodnih pitanja.

## Nacionalni tjedan dojenja u Hrvatskoj
Neke europske države odlučile su ovu manifestaciju obilježavati u listopadu, a Ministarstvo zdravstva Republike Hrvatske prvi tjedan listopada u svojim strateškim dokumentima naziva Nacionalnim tjednom dojenja, za razliku od svjetskog ili međunarodnog tjedna dojenja koji se obilježava u kolovozu. U Hrvatskoj inicijative koje promiču dojenje, organizacije civilnog društva i stručne udruge nemaju jedinstven stav oko datuma obilježavanja, pa neke obilježavaju Svjetski tjedan dojenja u kolovozu poput Ureda UNICEF-a u Hrvatskoj, a neke Nacionalni tjedan dojenja u listopadu, poput udruge Roditelji u akciji.

## Vanjske poveznice
- Rodilišta prijatelji djece
- 10 koraka za rodilišta prijatelje majki i djece
- World Alliance for Breastfeeding Action (WABA)